# Nethinius cylindricus
Nethinius cylindricus là một loài bọ cánh cứng trong họ Cerambycidae.